# Élections municipales de 1983 à Valence
Les élections municipales espagnoles ont eu lieu le 8 mai 1983 à Valence.